# Tibád Levente
Tibád Levente (Székelyudvarhely, 1936. január 6. – Kolozsvár, 2020. április 17.) erdélyi magyar nyelvész, helynév- és helytörténet-kutató, tanár. Csőgör Enikő férje.

## Életútja, munkássága
Szülővárosában érettségizett 1953-ban. A Bolyai Tudományegyetemen, magyar nyelv és irodalom szakon kezdte felsőfokú tanulmányait, 1958-ban azonban a magyar forradalom leverését követő megtorlások hullámában kizárták az egyetemről. Két évig dolgozott munkásként a székelyudvarhelyi gabonaraktárban, végül 1960-ban szerezhetett magyar nyelv- és irodalom szakos tanári oklevelet a Babeș–Bolyai Tudományegyetemen. Sepsiszentgyörgyön, Érbogyoszlón és Tordatúron tanított. 1972-től a kolozsvári Tanártovábbképző Intézet, ennek megszűnése után, 1979–81 között a Természettudományi Líceum és a Könnyűipari Szaklíceum, majd nyugdíjba vonulásáig a Báthory István Líceum tanára volt.
A névtan, a helynévkutatás és -feldolgozás területén végzett tudományos munkát. Tordatúri tanársága idején összegyűjtötte és közölte a falu helyneveit (Tordatúr helynevei. NyIrK, 1972); később a Fehér-Nyikó-mente falvainak helynévanyagát tárta fel, ebből írta doktori értekezését (A Fehér-Nyikó mente helynevei), amelyet 1982-ben védett meg a BBTE-n. Értekezésének számos részlete a NyIrK-ben (1972–81) látott napvilágot, közöttük Egy falu (Farkaslaka) földrajzi neveinek rendszere c. tanulmánya (1975). Összegyűjtötte Székelyudvarhely régi utcaneveit (NyIrK, 1985/1, 1991/1), s ugyanitt jelentette meg a Nyikó mente vízneveire és növényneveire vonatkozó gyűjtését (1979–80) is. A névtan a tárgya a Hargita Kalendáriumban, a Korunkban, a Korunk Évkönyvben, az általa szerkesztett Maturandusok című évkönyvekben megjelent írásainak is.

## Művei
- Székelyudvarhely. Jézus kápolna; Castrum, Sepsiszentgyörgy, 1995 (Erdélyi műemlékek, 11.)
- Megírta szülővárosa 19. századvégi életének dokumentált történetét – ez a kézirata kiadásra vár